# Congrégation des Messieurs de Lyon
La Congrégation des Messieurs de Lyon est une œuvre catholique d'esprit contre-révolutionnaire fondée en 1802, très active à Lyon entre la seconde moitié du XIXe siècle et le début du XXe siècle d'un point de vue religieux, caritatif, éducatif et politique.

## Une congrégation catholique

### Une inspiration contre-révolutionnaire
La violente répression du soulèvement de Lyon en 1793 a fortement marqué la ville de Lyon, où se développe sous l'Empire un « catholicisme du refus », inspiré par le souvenir de la répression révolutionnaire et l'attachement à la légitimité.
Le 28 juillet 1802, sept jeunes gens menés par l'agent de change Benoit Coste créent une congrégation mariale, sous la direction spirituelle du jésuite Pierre Roger : la Congrégation des Messieurs de Lyon. A ses activités spirituelles (sacrements, prières, retraites), elle associe une vocation apostolique tournée vers le salut des âmes (action sociale et caritative) et la défense de l'Eglise (rechristianisation des élites). Elle se développe doucement sous l'Empire, ne comptant d'abord que quelques dizaines de membres. Elle fait imprimer et diffuser clandestinement, en 1809, la bulle papale qui excommunie Napoléon. Lors de la révolte des canuts de 1831, Benoit Coste participe aux barricades aux côtés des canuts qui défendent leur emploi et leur juste rémunération.

### Une «franc-maçonnerie catholique»
Réorganisée en 1817, dirigée par un préfet élu parmi les congrégationistes et fonctionnant par sections (éducation, charité, instruction religieuse), elle mène de nombreuses activités : secours aux pauvres, visite des malades à domicile ou à l'hôpital, visite et secours aux prisonniers, catéchisme, cours du soir et alphabétisation des ouvriers...  
La Congrégation des Messieurs progresse tout en restant élitiste dans son recrutement : on compte 160 membres en 1830, 300 en 1850, 275 en 1880, 250 en 1900, 200 en 1945, issus de la noblesse et la bourgeoisie catholiques lyonnaises. 
Recrutant par cooptation, maintenant le secret des membres sur leur appartenance, la Congrégation des Messieurs est assimilée à une « franc-maçonnerie catholique » très active à Lyon. La Congrégation  devient « une pépinière d’élites catholiques contre-révolutionnaires, engagées dans les causes ultramontaine et monarchiste ». 
La plupart de ses membres sont d'anciens élèves des jésuites, notamment  du collège Mongré, mais aussi de l'institution salésienne Notre-Dame-des Minimes ou l'externat Saint-Joseph. Ce sont des pères jésuites, pour la plupart marqués par l'esprit de l'intransigeance, qui assurent la direction spirituelle de la Congrégation des Messieurs : les pères Pierre Roger (1802...), Joseph de Jocas (de 1852 à 1880), Ambroise Monnot (1881-1895), Marius Bouillon (1895-1901), Antoine Croizier (1901-1905), Louis Perroy (1905-1907), Louis Rosette (1907-1912), Joseph Journoud (1922-1954), François Varillon...
Les membres de la Congrégation des Messieurs incarnent un « catholicisme intégral », au service de l'Église et du roi, intransigeant dans ses conceptions de la vie publique et privée, conscient d'appartenir à une élite investie des devoirs de charité et de rétablissement de la chrétienté. Le père Journoud compare en 1925 la Congrégation à  « une sainte ligue ou une ligue des saints, ayant pour but d'encourager la vertu, enrayer le vice et faire régner la religion dans le monde... mais également de résister à la persécution, de lutter pour la conquête des droits et des libertés des catholiques... et de constituer, en face du cartel des gauches, un cartel des droites ».

### Influence dans la société lyonnaise
Deux membres de la Congrégation des Messieurs, Prosper Dugas et le baron Amédée Chaurand, sont à l'origine de la fondation en 1868 du Cercle de Lyon, institution de la place Bellecour. Le Cercle, aux idées légitimistes, « apparaît par sa composition et son orientation religieuse comme une véritable annexe de la Congrégation». 
Les facultés catholiques de Lyon, fondées en 1875, doivent également leur création à la volonté de la Congrégation des Messieurs de doter Lyon d'un enseignement libre solide, favorisant la défense religieuse. Six congrégationistes influents composent le comité de constitution de l'Université catholique de Lyon : Lucien Brun, Amédée Chaurand, Prosper Dugas, Charles Jacquier, André Gairal de Sérezin et Pierre Ravier du Magny, ainsi que l'essentiel du corps professoral des facultés de droit (notamment Alexandre Poidebard et Emmanuel Lucien-Brun) et d'économie politique Joseph Rambaud. 
En 1879, l'archevêque de Lyon Louis-Marie Caverot demande au sénateur monarchiste Lucien Brun de présider un Comité de défense des intérêts catholiques dans le diocèse de Lyon, essentiellement constitué de membres de la Congrégation des Messieurs (Charles Jacquier, Adrien Berloty, Joseph Rambaud, Maurice de Boissieu...) pour mener la résistance aux lois laïques et défendre l'enseignement libre. 
Les positions de la Congrégation sont défendues dans le Nouvelliste de Lyon, journal fondé en 1879 et dirigé par Joseph Rambaud pendant quarante ans : plusieurs membres en sont actionnaires. 
Le mouvement agrarien est également un lieu d'engagement des congrégationistes, qui exercent des responsabilités au sein de l'Union du Sud-Est des syndicats agricoles, « véritable machine de guerre contre la républicanisation du monde paysan », et de la Société des agriculteurs de France.

## Contributions à l'action catholique lyonnaise
La Congrégation s'inscrit principalement dans le quartier d'Ainay, au cœur du 2e arrondissement de Lyon : on y trouve le Cercle de Lyon (place Bellecour), la résidence des pères jésuites (rue Sala), l'externat Saint-Joseph (rue Sainte-Hélène), le Nouvelliste (rue de la Charité) et l'Union du Sud-Est des syndicats agricoles (rue Bellecour).
La Congrégation des Messieurs contribue directement :
- à la création de l'Oeuvre de la Propagation de la Foi en 1822 par Pauline Jaricot, dont les frères Paul et Philéas sont membres de la Congrégation des Messieurs ;
- au lancement des conférences Saint-Vincent-de-Paul à Lyon en 1836 par Frédéric Ozanam, lui-même membre de la Congrégation,
- à la commission de Fourvière (1853) qui assure la construction et l'entretien de la basilique Notre-Dame de Fourvière ;
- à la création du Cercle de Lyon en 1868 ;
- à la fondation des Facultés catholiques de Lyon à partir de 1875 ;
- à la fondation du Nouvelliste de Lyon en 1879 ;
- à la défense de l'enseignement libre sous les gouvernements Ferry.

La Congrégation des Messieurs vit son âge d'or entre 1860 et 1920. Son action contribue à perpétuer la culture politique intransigeante à Lyon jusqu'au milieu du XXe siècle. Concurrencée par d'autres formes d'engagement, elle perd peu à peu son rôle central dans l'action catholique lyonnaise dans l'entre-deux-guerres, mais poursuit son œuvre religieuse et sociale jusqu'aux années 1960. 